# François-Joseph de La Porte d'Anglefort
François-Joseph de La Porte, comte d'Anglefort, est né le 17 janvier 1713 à Seyssel et est mort le 19 août 1783 à Anglefort. 

## Biographie
Il est le fils de Pierre-Joseph de La Porte d'Anglefort et de Jeanne-Louise Jacob.
Il devient seigneur d'Anglefort en 1744, après la mort de son père. Il fait aménager la chapelle d'Anglefort, de sorte que la partie ouest soit destinée à devenir un caveau familial, une sépulture pour sa famille.
Il se marie le 13 mai 1747 avec Jacqueline Carrely de Bassy, descendante lointaine des comtes de Savoie et de la maison de Faucigny. De cette union naîtra cinq enfants :
- Marie-Lucrèce de La Porte d'Anglefort, née le 18 février 1748, mariée à Claude-François Bizot, et décédée le 30 novembre 1824 (descendance à nos jours).
- Jean-François de La Porte d'Anglefort, né le 12 juin 1749, décédé en 1784, comte d'Anglefort de 1783 à 1784 (sans descendance).
- Charles-Antoine de La Porte d'Anglefort, né le 15 octobre 1750, marié à Françoise Baron, dernier comte d'Anglefort de 1784 à 1793, date de la suppression du comté par la Convention, décédé le 30 septembre 1812 (descendance).
- Anne-Jeanne de La Porte d'Anglefort, née le 2 juin 1752, marié à Marc-François de Grenaud, baron de Saint-Christophe, et décédée le 6 septembre 1792 (descendance).
- Claude-Jacques de La Porte d'Anglefort, né le 25 mars 1754, décédé en 1795 lors des combats entre armées contre-révolutionnaires et armées jacobines lors de la prise par ces dernières de la Hollande (sans descendance)[2].

Il fut écuyer de la couronne de France.
François-Joseph est attesté comme membre de l'ordre des Quatre Empereurs.